# Seznam premiérů Kazachstánu
Toto je seznam předsedů vlád různých státních útvarů na území Kazachstánu.

## Alašská autonomie  (1917–1920)
- Alichan Bukejchanov (13. prosince 1917 - 5. března 1920)

## Kyrgyzská autonomní sovětská socialistická republika (1920–1925)

### Předseda Rady lidových komisařů
- Viktor Radus Zenkovič (12. října 1920 – 1921)
- Muchamedchafij Murzagalijev (1921 – září 1922)
- Saken Sejfullin (září 1922 – říjen 1924)
- Nygmet Nurmakov (říjen 1924 – 19. února 1925)

## Kazašská autonomní sovětská socialistická republika (1925–1936)

### Předseda Rady lidových komisařů
- Nygmet Nurmakov (19. února 1925 – květen 1928)

- Uraz Isajev (květen 1928 – 5. prosince 1936)

## Kazašská sovětská socialistická republika (1936–1991)

### Předseda Rady lidových komisařů
- Uraz Isajev (5. prosince 1936 – září 1937)
- Ibragim Tažijev (září 1937 – 17. července 1938)
- Nurtas Undasynov (17 . července 1938 – 15. března 1946)

### Předseda Rady ministrů
- Nurtas Undasynov (15. září 1946 – 24. března 1954)
- Elubai Taibekov (24. března 1954 – 31. března 1955)
- Dinmuchamed Konajev (31. března 1955 – 20. ledna 1960) (poprvé)
- Žumabek Tašenev (20. ledna 1960 – 6. ledna 1961)
- Salken Daulenov (6. ledna 1961 – 13. září 1962)
- Masymchan Bejsembajev (13. září 1962 – 26. prosince 1962) (poprvé)
- Dinmuchamed Konajev (26. prosince 1962 – 7. prosince 1964) (podruhé)
- Masymchan Bejsembajev (7. prosince 1964 – 31. března 1970) (podruhé)
- Bajken Ašimov (31. března 1970 – 22. března 1984)
- Nursultan Nazarbajev (22. března 1984 – 27. července 1989)
- Uzakbaj Karamanov (27. července 1989 – 20. listopadu 1990)

### Předseda vlády
- Uzakbaj Karamanov (20. listopadu 1990 – 14. října 1991)
- Sergej Tereščenko (16. října 1991 – 16. prosince 1991)

## Republika Kazachstán (od 1989)

### Předseda vlády
| Pořadí | Portrét | Jméno                         | Nástup do úřadu   | Odchod z úřadu  | Strana                            |
| ------ | ------- | ----------------------------- | ----------------- | --------------- | --------------------------------- |
| 1.     |         | Sergej Tereščenko             | 16. prosince 1991 | 12. října 1994  | nestraník                         |
| 2.     |         | Akežan Kažegeldin             | 12. října 1994    | 10. října 1997  | Lidový svaz kazachstánské jednoty |
| 3.     |         | Nurlan Balgimbajev            | 10. října 1997    | 1. října 1999   | Lidový svaz kazachstánské jednoty |
| 4.     |         | Kasym-Žomart Kemeluly Tokajev | 1. října 1999     | 28. ledna 2002  | Nur Otan                          |
| 5.     |         | Imangali Tasmagambetov        | 28. ledna 2002    | 11. června 2003 | Nur Otan                          |
| 6.     |         | Danijal Achmetov              | 11. června 2003   | 10. ledna 2007  | Nur Otan                          |
| 7.     |         | Karim Massimov                | 10. ledna 2007    | 24. září 2012   | Nur Otan                          |
| 8.     |         | Serik Achmetov                | 24. září 2012     | 2. dubna 2014   | Nur Otan                          |
| (7.)   |         | Karim Massimov                | 2. dubna 2014     | 8. září 2016    | Nur Otan                          |
| 9.     |         | Bachytžan Sagintajev          | 8. září 2016      | 21. února 2019  | Nur Otan                          |
| 10.    |         | Askar Mamin                   | 21. února 2019    | 5. ledna 2022   | Nur Otan                          |
| 11.    |         | Alichan Smajlov               | 5. ledna 2022     | 6 února 2024    | Amanat                            |
| —      |         | Roman Skljar                  | 5. února 2024     | 6. února 2024   | Amanat                            |
| 12.    |         | Olžas Bektenov                | 6. února 2024     |                 | Amanat                            |